# 안도 시게히로
안도 시게히로(일본어: 安藤重博, 1640년 ~ 1698년 9월 12일)는 고즈케 다카사키번 제3대 번주, 빗추 마쓰야마 번 초대 번주를 지냈다. 다카사키 번 선대 번주 안도 시게나가의 장손이자 시게나가의 적남 안도 시게유키의 장남이다.
| 전임 안도 시게나가 | 제3대 다카사키번 번주 (미카와 안도가) 1657년 ~ 1695년 | 후임 마쓰다이라 데루사다 |

| 전임 미즈노야 가쓰요시 | 제1대 빗추 마쓰야마 번 번주 (미카와 안도가) 1695년 ~ 1698년 | 후임 안도 노부토모 |